# Francesca Dominici
Pour les articles homonymes, voir Dominici.
Francesca Dominici est une statisticienne et universitaire italienne, dont les travaux portent sur l'utilisation des mégadonnées en lien avec les politiques de santé et le changement climatique. Elle est professeure de biostatistique depuis 2009 à la Harvard T.H. Chan School of Public Health (en), faculté de santé publique de l'université Harvard, et codirectrice de la Harvard Data Science Initiative.  

## Formation et carrière
Francesca Dominici commence ses études à l'université de Rome « La Sapienza », dont elle est diplômée en statistiques en 1993. Elle réalise un doctorat en statistique à l'université de Padoue en 1997. Elle enseigne la biostatistique et l'épidémiologie à la Johns Hopkins Bloomberg School of Public Health (en) de 1997 à 2009, puis elle est nommée professeure à l'université Harvard en 2009, qui lui confère un doctorat honorifique en santé publique à cette occasion suivant la règle qui veut qu'un enseignant à Harvard soit titulaire d'un diplôme de cette université.

## Activités de recherche et engagements institutionnels
Francesca Dominici participe à des comités d'étude sur la santé publique, organisés notamment par l'Académie nationale des sciences, les National Institutes of Health,. Elle joue un rôle actif en faveur du statut des femmes universitaires et elle dirige le Comité pour l'avancement des femmes professeurs de la Harvard T.H. Chan School of Public Health, depuis 2012,,.    
Elle est ancienne doyenne associée pour la recherche à la Harvard T. H. Chan School of Public Health,,,.

## Prix et distinctions
Francesca Dominici devient membre de la Société américaine de statistique en 2005. En 2006, elle obtient le prix Mortimer Spiegelman de l'American Public Health Association (en). Elle est lauréate en 2015 du prix Florence Nightingale David décerné par le Comité des présidents de sociétés statistiques, et lauréate 2016 du prix Janet L. Norwood de l'Université d'Alabama de Birmingham pour ses réalisations exceptionnelles en sciences statistiques. Son travail au sein du Comité de la condition féminine de l'université Johns-Hopkins lui a valu le prix de reconnaissance de la diversité de cette université, en 2009.
Francesca Dominici est élue à l'Académie nationale de médecine en 2018. Enfin, elle est reconnue en 2016 comme l'une des 38 chercheurs italiens les plus influents dans le domaine biomédical.